# Charlotte Dawson

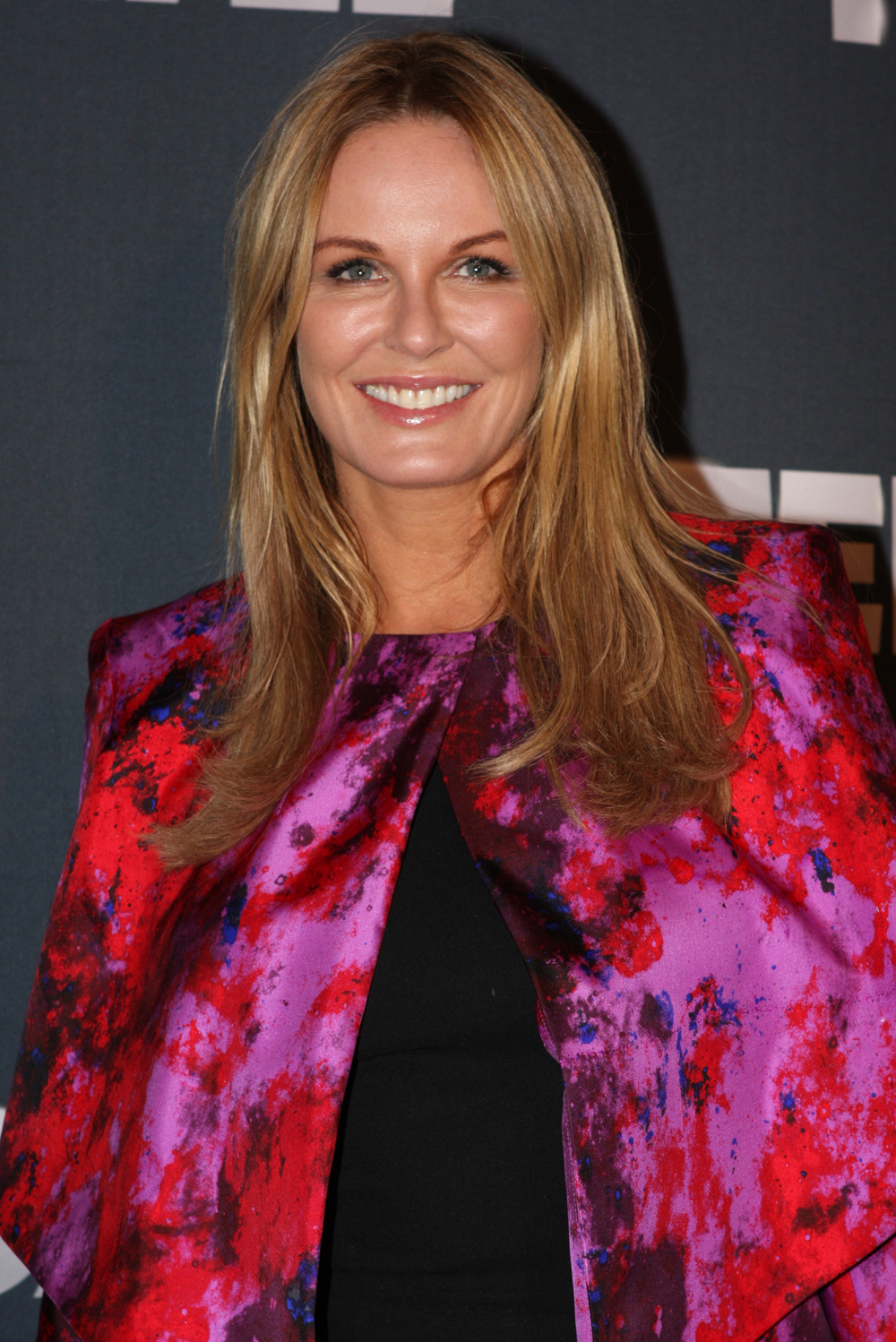
Charlotte Dawson år 2013.

Charlotte Dawson, född 8 april 1966 i Auckland, Nya Zeeland, död 22 februari 2014 i Woolloomooloo, New South Wales, var en australisk tv-personlighet och fotomodell. Hon var en av domarna i Australia's Next Top Model och programledare för reseprogrammet Getaway och reality-TV-programmet The Contender Australia.
År 2012 utsattes Dawson för nätmobbning på Twitter och togs in på sjukhus efter att ha försökt begå självmord.
Den 22 februari 2014 påträffades Dawson död i sin bostad. Hon hade begått självmord.